# Лехидристави
Лехидристави (груз. ლეხიდრისთავი) — село в Грузии, на территории Цхалтубского муниципалитета края (мхаре) Имеретия.

## География
Село находится в западной части Грузии, на правом берегу реки Лехидари, на расстоянии приблизительно 20 километров (по прямой) к северо-востоку от города Цхалтубо, административного центра муниципалитета. Абсолютная высота — 658 метров над уровнем моря.

## Население
По результатам официальной переписи населения 2014 года, в Лехидристави проживало 55 человек (31 мужчина и 24 женщины). В национальной структуре населения грузины составляли 100 %.
| Год  | Население, человек |
| ---- | ------------------ |
| 2002 | 139                |
| 2014 | ↘ 55               |